# 赤丸!スクープ甲子園
『赤丸!スクープ甲子園』（あかまる!スクープこうしえん）は、2013年4月15日から2013年8月5日まで日本テレビ系列で月曜日19:00 - 19:56（『1900』月曜枠）に放送されたバラエティ番組。
レギュラー化前の2012年3月24日と2012年10月27日には『サタデーバリューフィーバー』でパイロット版が放送された。

## 概要
日本全国の面白い学校を「スクール新聞部」の記者たちがスッパ抜く。
毎回1番良かったスクープを「今日のトップ記事」として発表する。
2013年4月からゴールデンタイムでレギュラー放送されていたが、裏番組の『NHKニュース7』（NHK総合）や『もしものシミュレーションバラエティー お試しかっ!』（テレビ朝日）や『ネプリーグ』（フジテレビ）に視聴率で苦戦し、同年8月5日(全12回)で打ち切り終了した。

## 出演者
スクール新聞部 部長
- 田村淳（ロンドンブーツ1号2号）

スクール新聞部 顧問
- ベッキー

スクール新聞部 副顧問
- 上重聡（当時日本テレビアナウンサー）

スクープ記者
- 阿部祐二
- 尾木直樹
- 金田哲（はんにゃ）
- 杉村太蔵
- 庄司智春（品川庄司）
- 武井壮
- チャンカワイ（Wエンジン）
- 藤井恒久（当時日本テレビアナウンサー）
- ふなっしー
- 村上健志（フルーツポンチ）
- ニッチェ（江上敬子、近藤くみこ）
- 福田彩乃

## ネット局
| 放送対象地域   | 放送局                    | 系列                          | 放送時間             |
| -------------- | ------------------------- | ----------------------------- | -------------------- |
| 関東広域圏     | 日本テレビ（NTV） 制作局  | 日本テレビ系列                | 月曜日 19:00 - 19:56 |
| 北海道         | 札幌テレビ（STV）         | 日本テレビ系列                | 月曜日 19:00 - 19:56 |
| 青森県         | 青森放送（RAB）           | 日本テレビ系列                | 月曜日 19:00 - 19:56 |
| 岩手県         | テレビ岩手（TVI）         | 日本テレビ系列                | 月曜日 19:00 - 19:56 |
| 宮城県         | ミヤギテレビ（MMT）       | 日本テレビ系列                | 月曜日 19:00 - 19:56 |
| 秋田県         | 秋田放送（ABS）           | 日本テレビ系列                | 月曜日 19:00 - 19:56 |
| 山形県         | 山形放送（YBC）           | 日本テレビ系列                | 月曜日 19:00 - 19:56 |
| 福島県         | 福島中央テレビ（FCT）     | 日本テレビ系列                | 月曜日 19:00 - 19:56 |
| 山梨県         | 山梨放送（YBS）           | 日本テレビ系列                | 月曜日 19:00 - 19:56 |
| 新潟県         | テレビ新潟（TeNY）        | 日本テレビ系列                | 月曜日 19:00 - 19:56 |
| 長野県         | テレビ信州（TSB）         | 日本テレビ系列                | 月曜日 19:00 - 19:56 |
| 静岡県         | 静岡第一テレビ（SDT）     | 日本テレビ系列                | 月曜日 19:00 - 19:56 |
| 富山県         | 北日本放送（KNB）         | 日本テレビ系列                | 月曜日 19:00 - 19:56 |
| 石川県         | テレビ金沢（KTK）         | 日本テレビ系列                | 月曜日 19:00 - 19:56 |
| 福井県         | 福井放送（FBC）           | 日本テレビ系列 テレビ朝日系列 | 月曜日 19:00 - 19:56 |
| 中京広域圏     | 中京テレビ（CTV）         | 日本テレビ系列                | 月曜日 19:00 - 19:56 |
| 近畿広域圏     | 読売テレビ（ytv）         | 日本テレビ系列                | 月曜日 19:00 - 19:56 |
| 鳥取県・島根県 | 日本海テレビ（NKT）       | 日本テレビ系列                | 月曜日 19:00 - 19:56 |
| 広島県         | 広島テレビ（HTV）         | 日本テレビ系列                | 月曜日 19:00 - 19:56 |
| 山口県         | 山口放送（KRY）           | 日本テレビ系列                | 月曜日 19:00 - 19:56 |
| 徳島県         | 四国放送（JRT）           | 日本テレビ系列                | 月曜日 19:00 - 19:56 |
| 香川県・岡山県 | 西日本放送（RNC）         | 日本テレビ系列                | 月曜日 19:00 - 19:56 |
| 愛媛県         | 南海放送（RNB）           | 日本テレビ系列                | 月曜日 19:00 - 19:56 |
| 高知県         | 高知放送（RKC）           | 日本テレビ系列                | 月曜日 19:00 - 19:56 |
| 福岡県         | 福岡放送（FBS）           | 日本テレビ系列                | 月曜日 19:00 - 19:56 |
| 長崎県         | 長崎国際テレビ（NIB）     | 日本テレビ系列                | 月曜日 19:00 - 19:56 |
| 熊本県         | くまもと県民テレビ（KKT） | 日本テレビ系列                | 月曜日 19:00 - 19:56 |
| 大分県         | テレビ大分（TOS）         | 日本テレビ系列 フジテレビ系列 | 月曜日 19:00 - 19:56 |
| 鹿児島県       | 鹿児島読売テレビ（KYT）   | 日本テレビ系列                | 月曜日 19:00 - 19:56 |

- テレビ宮崎（UMK）は月曜20時台が日本テレビ系列のネットセールス枠のため、20:54までの拡大スペシャルに限り、同時ネットで放送した。

## テーマ曲
- FUNKY MONKEY BABYS 「ありがとう」

## BGM

### よく使用されるBGM
- パワーパフガールズテーマ曲「Main Title」

## スタッフ
- ナレーション：太田真一郎、徳島えりか（日本テレビアナウンサー）
- 構成：谷田彰吾、鮫肌文殊、福原フトシ、坂田康子、小椋有紀子
- TM：江村多加司
- SW：荻野高康
- カメラ：今別府元気
- 音声：池田正義
- VE：八木一夫
- 照明：下平好実、千葉雄
- 美術プロデューサー：佐藤千穂
- 美術デザイナー：熊崎真知子
- CG：堀江隆臣
- ビジュアルクリエイター：薗部健
- ロゴデザイン：岸和弘
- 音響効果：大久保吉久
- 編集：鈴木健介
- MA：櫻井伸二
- TK：塚越倫子
- 技術協力：NiTRO、Rec、3×7、PD東京、グレートインターナショナル、東京オフラインセンター
- 美術協力：日テレアート
- 編成：小林将高
- 広報：戸田聖一郎
- デスク：宮沢薫
- リサーチ：佐藤直也、湯原圭介、平澤美紀
- 制作進行：勝田邦裕
- フロアディレクター：堀脇慎志郎 / 西村章吾
- AD：増井政憲、森友豊、入江将也、杉浦夏樹、井上穂菜美、坂口真希、大友彩奈、後藤ひとみ
- AP：水落美咲、依岡由里子
- ディレクター：小田切大輔、陣川友裕、橋詰圭太、鈴間広枝、柳瀬由紀子、中村賢治、大西耕太、武石一也、永松近也、増田雄太、鈴木潤一郎、廣田健介、貞松秀樹、福岡隆幸
- 演出：高橋陽介、亀田剛 、小林英丘、福島伸次郎
- 総合演出：田中経一
- プロデューサー：寺内壯、秋山健一郎 / 小泉哲朗、筒井梨絵
- 制作協力：トップシーン、AX-ON
- チーフプロデューサー：鈴江秀樹
- 製作著作：日本テレビ

### パイロット版
レギュラー化前の2012年3月24日と2012年10月27日に『サタデーバリューフィーバー』枠で放送
- 構成：すずきB、谷田彰吾
- CG：堀江隆臣
- ビジュアルクリエイター：薗部健
- ロゴデザイン：岸和弘
- 音響効果：大久保吉久
- フロアディレクター：堀脇慎志郎
- ディレクター：陣川友裕、橋詰圭太、冨樫泰章、安納隆仁、照井有
- 演出：高橋陽介
- 総合演出：田中経一
- プロデューサー：寺内壯、小泉哲朗、黒沼正弘

### 過去のスタッフ
- 編成：穂積武信
- プロデューサー：永井英樹